# Tomu Sione
Tomu Malaefone Sione (ur. 17 listopada 1941 na Niutao, zm. kwiecień 2016) – polityk z Tuvalu, gubernator generalny, reprezentant królowej Elżbiety II. Urząd swój pełnił od 1993 do 1994. Zasiadał w parlamencie tego kraju, od 1998 do 2002 był jego przewodniczącym.
W 2000 odznaczony przez królową Elżbietę II Orderem św. Michała i św. Jerzego